# Bahnstrecke Sighetu Marmației–Iwano-Frankiwsk
| Blick auf die Strecke in den Karpaten | |                                                                                              |                                                                                              |
| | |                                                                                              |                                                                                              |
| Streckenlänge: | 185 km |                                                                                              |                                                                                              |
| Spurweite: | Sighetu Marmației–Valea Vișeului: 1435/1520 mm (Vierschienengleis) Valea Vișeului–Iwano-Frankiwsk: 1520 mm |                                                                                              |                                                                                              |
| | |                                                                                              |                                                                                              |
| \| \| \| von Debrecen \| \| \| \| 219,89 \| Sighetu Marmației \| Sighetu Marmației \| \| \| 221,82 \| Cămara Sighet \| Cămara Sighet \| \| \| \| nach Solotwyno \| \| \| \| 226,30 \| Tisa \| Tisa \| \| \| 228,00 \| Crăciunești \| Crăciunești \| \| \| \| von Welykyj Bytschkiw \| \| \| \| 231,95 \| Bocicoi \| Bocicoi \| \| \| 234,08 \| Lunca la Tisa \| Lunca la Tisa \| \| \| 238,50 \| Cuzi \| Cuzi \| \| \| 239,45 \| Tunnel Stânca (60 m) \| Tunnel Stânca (60 m) \| \| \| \| Vișeu \| \| \| \| \| von Borșa \| \| \| \| 244,74156,20 \| Valea Vișeului \| Valea Vișeului \| \| \| \| \| \| \| \| \| Staatsgrenze Rumänien–Ukraine, ehem. Staatsgrenze Rumänien–Tschechoslowakei \| \| \| \| \| \| \| \| \| 151,00 \| Dilowe (Ділове) \| Dilowe (Ділове) \| \| \| \| Theiß \| \| \| \| 143,40 \| Berlebasch (Берлебаш) \| Berlebasch (Берлебаш) \| \| \| \| Theiß \| \| \| \| \| \| \| \| \| \| Wilschanka (Вільшанка) \| \| \| \| 134,50 \| Rachiw (Рахів) \| Rachiw (Рахів) \| \| \| \| Theiß \| \| \| \| \| Usteriky (Устеріки) \| \| \| \| \| Theiß \| \| \| \| 127,20 \| Bilyn (Білин) \| Bilyn (Білин) \| \| \| \| Theiß \| \| \| \| 120,60 \| Kwassy (Кваси) \| Kwassy (Кваси) \| \| \| \| Theiß \| \| \| \| \| \| \| \| \| \| \| \| \| \| \| Theiß \| \| \| \| \| Theiß \| \| \| \| 111,80 \| Swydowez (Свидовець) \| Swydowez (Свидовець) \| \| \| 107,30 \| Jassinja (Ясіня) \| Jassinja (Ясіня) \| \| \| 101,10 \| Laseschtschyna (Лазещина) \| Laseschtschyna (Лазещина) \| \| \| \| Laseschtschyna \| \| \| \| \| \| \| \| \| \| \| \| \| \| \| Jablunyzja-Tunnel, ehem. Grenze Ungarn–Österreich, ehem. Staatsgrenze Tschechoslowakei–Polen \| \| \| \| \| \| \| \| \| 91,00 \| Woronenko (Вороненко) \| Woronenko (Вороненко) \| \| \| \| Pruth \| \| \| \| 84,90 \| Worochta (Ворохта) \| Worochta (Ворохта) \| \| \| \| Pruth \| \| \| \| \| Prutez \| \| \| \| 78,00 \| Tatariw (Татарів) \| Tatariw (Татарів) \| \| \| 68,90 \| Mykulytschyn (Микуличин) \| Mykulytschyn (Микуличин) \| \| \| \| \| \| \| \| 62,40 \| Jamna (Ямна) \| Jamna (Ямна) \| \| \| \| \| \| \| \| \| Pruth \| \| \| \| \| Pruth \| \| \| \| 58,90 \| Jaremtsche (Яремче) \| Jaremtsche (Яремче) \| \| \| 55,20 \| Dora (Дора) \| Dora (Дора) \| \| \| 50,50 \| Deljatyn (Делятин) \| Deljatyn (Делятин) \| \| \| \| nach Kolomyja \| \| \| \| 47,40 \| Ljubischnja (Любіжна) \| Ljubischnja (Любіжна) \| \| \| 41,10 \| Lojewa (Лоєва) \| Lojewa (Лоєва) \| \| \| 32,90 \| Nadwirna (Надвірна) \| Nadwirna (Надвірна) \| \| \| 24,90 \| Tarnowyzja (Лісна Тарновиця) \| Tarnowyzja (Лісна Тарновиця) \| \| \| 19,30 \| Zuzyliw (Цуцилів) \| Zuzyliw (Цуцилів) \| \| \| 15,80 \| Tysmenytschany (Тисменичани) \| Tysmenytschany (Тисменичани) \| \| \| 11,40 \| 10 KM \| 10 KM \| \| \| 8,00 \| Bratkiwzi (Братківці) \| Bratkiwzi (Братківці) \| \| \| 6,50 \| Druschba (Дружба) \| Druschba (Дружба) \| \| \| \| von Tscherniwzi \| \| \| \| \| von Husjatyn \| \| \| \| 0,00144,20 \| Chryplyn (Хриплин) \| Chryplyn (Хриплин) \| \| \| \| Bystryzja Nadwirnjanska \| \| \| \| 142,20 \| Bystryzja (Бистриця) \| Bystryzja (Бистриця) \| \| \| 140,10 \| Iwano-Frankiwsk (Івано-Франківськ) \| Iwano-Frankiwsk (Івано-Франківськ) \| \| \| \| Bystryzja Solotwynska \| \| \| \| \| Uhryniw (Угринів) \| \| \| \| \| nach Stryj \| \| \| \| \| nach Lwiw \| \| | |                                                                                              |                                                                                              |
| Strecke | | von Debrecen                                                                                 | von Debrecen                                                                                 |
| Bahnhof | 219,89 | Sighetu Marmației                                                                            | Sighetu Marmației                                                                            |
| Bahnhof | 221,82 | Cămara Sighet                                                                                | Cămara Sighet                                                                                |
| Abzweig geradeaus und ehemals nach links | | nach Solotwyno                                                                               | nach Solotwyno                                                                               |
| Haltepunkt / Haltestelle | 226,30 | Tisa                                                                                         | Tisa                                                                                         |
| Haltepunkt / Haltestelle | 228,00 | Crăciunești                                                                                  | Crăciunești                                                                                  |
| Abzweig geradeaus und ehemals von links | | von Welykyj Bytschkiw                                                                        | von Welykyj Bytschkiw                                                                        |
| Bahnhof | 231,95 | Bocicoi                                                                                      | Bocicoi                                                                                      |
| Haltepunkt / Haltestelle | 234,08 | Lunca la Tisa                                                                                | Lunca la Tisa                                                                                |
| ehemaliger Haltepunkt / Haltestelle | 238,50 | Cuzi                                                                                         | Cuzi                                                                                         |
| Tunnel | 239,45 | Tunnel Stânca (60 m)                                                                         | Tunnel Stânca (60 m)                                                                         |
| Brücke über Wasserlauf | | Vișeu                                                                                        | Vișeu                                                                                        |
| Abzweig geradeaus und von rechts | | von Borșa                                                                                    | von Borșa                                                                                    |
| Bahnhof | 244,74156,20                                                                                               | Valea Vișeului                                                                               | Valea Vișeului                                                                               |
| | |                                                                                              |                                                                                              |
| Grenze | | Staatsgrenze Rumänien–Ukraine, ehem. Staatsgrenze Rumänien–Tschechoslowakei                  | Staatsgrenze Rumänien–Ukraine, ehem. Staatsgrenze Rumänien–Tschechoslowakei                  |
| | |                                                                                              |                                                                                              |
| Haltepunkt / Haltestelle | 151,00 | Dilowe (Ділове)                                                                              | Dilowe (Ділове)                                                                              |
| Brücke über Wasserlauf | | Theiß                                                                                        | Theiß                                                                                        |
| Bahnhof | 143,40 | Berlebasch (Берлебаш)                                                                        | Berlebasch (Берлебаш)                                                                        |
| Brücke über Wasserlauf | | Theiß                                                                                        | Theiß                                                                                        |
| Tunnel | |                                                                                              |                                                                                              |
| Haltepunkt / Haltestelle | | Wilschanka (Вільшанка)                                                                       | Wilschanka (Вільшанка)                                                                       |
| Bahnhof | 134,50 | Rachiw (Рахів)                                                                               | Rachiw (Рахів)                                                                               |
| Brücke über Wasserlauf | | Theiß                                                                                        | Theiß                                                                                        |
| ehemaliger Haltepunkt / Haltestelle | | Usteriky (Устеріки)                                                                          | Usteriky (Устеріки)                                                                          |
| Brücke über Wasserlauf | | Theiß                                                                                        | Theiß                                                                                        |
| Haltepunkt / Haltestelle | 127,20 | Bilyn (Білин)                                                                                | Bilyn (Білин)                                                                                |
| Brücke über Wasserlauf | | Theiß                                                                                        | Theiß                                                                                        |
| Haltepunkt / Haltestelle | 120,60 | Kwassy (Кваси)                                                                               | Kwassy (Кваси)                                                                               |
| Brücke über Wasserlauf | | Theiß                                                                                        | Theiß                                                                                        |
| Tunnel | |                                                                                              |                                                                                              |
| Tunnel | |                                                                                              |                                                                                              |
| Brücke über Wasserlauf | | Theiß                                                                                        | Theiß                                                                                        |
| Brücke über Wasserlauf | | Theiß                                                                                        | Theiß                                                                                        |
| Haltepunkt / Haltestelle | 111,80 | Swydowez (Свидовець)                                                                         | Swydowez (Свидовець)                                                                         |
| Bahnhof | 107,30 | Jassinja (Ясіня)                                                                             | Jassinja (Ясіня)                                                                             |
| Haltepunkt / Haltestelle | 101,10 | Laseschtschyna (Лазещина)                                                                    | Laseschtschyna (Лазещина)                                                                    |
| Brücke über Wasserlauf | | Laseschtschyna                                                                               | Laseschtschyna                                                                               |
| Tunnel | |                                                                                              |                                                                                              |
| | |                                                                                              |                                                                                              |
| Grenze (im Tunnel) | | Jablunyzja-Tunnel, ehem. Grenze Ungarn–Österreich, ehem. Staatsgrenze Tschechoslowakei–Polen | Jablunyzja-Tunnel, ehem. Grenze Ungarn–Österreich, ehem. Staatsgrenze Tschechoslowakei–Polen |
| | |                                                                                              |                                                                                              |
| Haltepunkt / Haltestelle | 91,00 | Woronenko (Вороненко)                                                                        | Woronenko (Вороненко)                                                                        |
| Brücke über Wasserlauf | | Pruth                                                                                        | Pruth                                                                                        |
| Bahnhof | 84,90 | Worochta (Ворохта)                                                                           | Worochta (Ворохта)                                                                           |
| Brücke über Wasserlauf | | Pruth                                                                                        | Pruth                                                                                        |
| Brücke über Wasserlauf | | Prutez                                                                                       | Prutez                                                                                       |
| Haltepunkt / Haltestelle | 78,00 | Tatariw (Татарів)                                                                            | Tatariw (Татарів)                                                                            |
| Haltepunkt / Haltestelle | 68,90 | Mykulytschyn (Микуличин)                                                                     | Mykulytschyn (Микуличин)                                                                     |
| Tunnel | |                                                                                              |                                                                                              |
| Haltepunkt / Haltestelle | 62,40 | Jamna (Ямна)                                                                                 | Jamna (Ямна)                                                                                 |
| Tunnel | |                                                                                              |                                                                                              |
| Brücke über Wasserlauf | | Pruth                                                                                        | Pruth                                                                                        |
| Brücke über Wasserlauf | | Pruth                                                                                        | Pruth                                                                                        |
| Haltepunkt / Haltestelle | 58,90 | Jaremtsche (Яремче)                                                                          | Jaremtsche (Яремче)                                                                          |
| Haltepunkt / Haltestelle | 55,20 | Dora (Дора)                                                                                  | Dora (Дора)                                                                                  |
| Bahnhof | 50,50 | Deljatyn (Делятин)                                                                           | Deljatyn (Делятин)                                                                           |
| Abzweig geradeaus und nach rechts | | nach Kolomyja                                                                                | nach Kolomyja                                                                                |
| Haltepunkt / Haltestelle | 47,40 | Ljubischnja (Любіжна)                                                                        | Ljubischnja (Любіжна)                                                                        |
| Haltepunkt / Haltestelle | 41,10 | Lojewa (Лоєва)                                                                               | Lojewa (Лоєва)                                                                               |
| Bahnhof | 32,90 | Nadwirna (Надвірна)                                                                          | Nadwirna (Надвірна)                                                                          |
| Haltepunkt / Haltestelle | 24,90 | Tarnowyzja (Лісна Тарновиця)                                                                 | Tarnowyzja (Лісна Тарновиця)                                                                 |
| Haltepunkt / Haltestelle | 19,30 | Zuzyliw (Цуцилів)                                                                            | Zuzyliw (Цуцилів)                                                                            |
| Haltepunkt / Haltestelle | 15,80 | Tysmenytschany (Тисменичани)                                                                 | Tysmenytschany (Тисменичани)                                                                 |
| Haltepunkt / Haltestelle | 11,40 | 10 KM                                                                                        | 10 KM                                                                                        |
| Bahnhof | 8,00 | Bratkiwzi (Братківці)                                                                        | Bratkiwzi (Братківці)                                                                        |
| Haltepunkt / Haltestelle | 6,50 | Druschba (Дружба)                                                                            | Druschba (Дружба)                                                                            |
| Abzweig geradeaus und von rechts | | von Tscherniwzi                                                                              | von Tscherniwzi                                                                              |
| Abzweig geradeaus und ehemals von rechts | | von Husjatyn                                                                                 | von Husjatyn                                                                                 |
| Bahnhof | 0,00144,20                                                                                                 | Chryplyn (Хриплин)                                                                           | Chryplyn (Хриплин)                                                                           |
| Brücke über Wasserlauf | | Bystryzja Nadwirnjanska                                                                      | Bystryzja Nadwirnjanska                                                                      |
| Haltepunkt / Haltestelle | 142,20 | Bystryzja (Бистриця)                                                                         | Bystryzja (Бистриця)                                                                         |
| Bahnhof | 140,10 | Iwano-Frankiwsk (Івано-Франківськ)                                                           | Iwano-Frankiwsk (Івано-Франківськ)                                                           |
| Brücke über Wasserlauf | | Bystryzja Solotwynska                                                                        | Bystryzja Solotwynska                                                                        |
| Haltepunkt / Haltestelle | | Uhryniw (Угринів)                                                                            | Uhryniw (Угринів)                                                                            |
| Abzweig geradeaus und nach rechts | | nach Stryj                                                                                   | nach Stryj                                                                                   |
| Strecke | | nach Lwiw                                                                                    | nach Lwiw                                                                                    |

Die Bahnstrecke Sighetu Marmației–Iwano-Frankiwsk ist eine Bahnverbindung in Rumänien und der Ukraine. Sie verläuft in den Tälern der Flüsse Theiß, Pruth und Bystryzja Nadwirnjanska und überwindet dabei einen Kamm der Ostkarpaten.

## Geschichte
Während des Baus der Strecke lag die Region auf dem Territorium Österreich-Ungarns. Der südliche Abschnitt der Verbindung befand sich dabei im Komitat Máramaros des ungarischen Königreichs, der nördliche in Galizien und damit im österreichischen Landesteil.
1866 war die Bahnstrecke von Lemberg über Stanislau nach Czernowitz der Lemberg-Czernowitzer Eisenbahn eröffnet worden. Im ungarischen Landesteil ging 1872 die Bahnstrecke Debrecen–Sighetu Marmației (damals Máramarossziget) in Betrieb.
Zu Beginn der 1890er Jahre kamen die österreichische und die ungarische Regierung überein, eine Eisenbahnverbindung über die Ostkarpaten zwischen den Städten Sighetu Marmației (ungarisch Máramarossziget) und Stanislau (heute Iwano-Frankiwsk) zu erbauen. Am 1. Juli 1892 wurde durch Kaiser Franz Joseph I. das Gesetz zum Bau des österreichischen Teils der Strecke (Stanislau–Woronienka) unterzeichnet. Die Kosten waren mit 9,8 Millionen Gulden veranschlagt. Der Bau und der Betrieb sollten vom Staat vorgenommen werden.
Der österreichische Teil wurde ab 1893 unter dem Ingenieur Friedrich Bischoff von Klammstein errichtet und am 20. November 1894 abgeschlossen. Bemerkenswert war die Überbrückung von Tälern durch Steingewölbebrücken, nachdem zuvor bei vergleichbaren Bauten meist Holz- oder Stahlkonstruktionen Anwendung gefunden hatten. Während des Baues kam es unter den Arbeitern zu einer Cholera-Epidemie, was die Einrichtung eines Notspitales durch das Österreichische Rote Kreuz erforderlich machte.
Die ungarische Regierung verabschiedete das Gesetz zum Bau der Bahn im Jahr 1891 und vergab ein Jahr später die Konzession. Der Abschnitt von Sighetu Marmației nach Kőrösmező (heute Jassinja) konnte am 15. Dezember 1894 eröffnet werden. Als letztes Teilstück wurde am 15. August 1895 die Strecke von Kőrösmező zur österreichisch-ungarischen Grenze in Betrieb genommen.
Damit war die gesamte Strecke durchgehend befahrbar; der österreichische Teil wurde durch die k.k. österreichische Staatsbahnen, der ungarische durch die MÁV betrieben.
Im Ersten Weltkrieg befand sich die strategisch wichtige Bahnlinie lange im Kampfgebiet zwischen österreichisch-ungarischen und russischen Truppen.
In den folgenden Jahrzehnten erlebte die Strecke durch häufige Grenzrevisionen eine wechselvolle Geschichte. Zunächst zerfiel am Ende des Ersten Weltkrieges der österreichisch-ungarische Staat. Die Bahnstrecke wurde dreigeteilt: im Norden kam der früher österreichische (galizische) Streckenabschnitt an Polen, der südliche Teil fiel an Rumänien. Der dazwischen gelegene Abschnitt zwischen den Bahnhöfen Berlebasch und Jassinja auf dem Territorium der Karpatenukraine lag dagegen auf dem Gebiet der Tschechoslowakei und hatte keine Verbindung zum übrigen tschechoslowakischen Bahnnetz. 1928 regelte ein Abkommen zwischen Polen, der Tschechoslowakei und Rumänien den Betrieb  der Strecke.
Im März 1939 annektierte Ungarn die Karpatenukraine. Wenige Monate später kam durch den deutsch-sowjetischen Nichtangriffspakt der nördliche Streckenteil zur Sowjetunion. 1940 musste Rumänien im Zweiten Wiener Schiedsspruch seinen Teil der Maramuresch an Ungarn abtreten. 1941 überfiel die deutsche Wehrmacht die Sowjetunion; am 1. August 1941 gründeten die deutschen Besatzungsbehörden nach der Eroberung Galiziens die Ostbahndirektion Lemberg, die der Generaldirektion der Ostbahn (Gedob) unterstellt wurde. Diese übernahm den Bahnbetrieb und damit auch den Nordteil der hier beschriebenen Strecke. Nach Ende des Zweiten Weltkrieges annektierte die Sowjetunion sowohl Galizien als auch die Karpatenukraine, so dass der nördliche und mittlere Streckenteil nunmehr auf ihrem Territorium lag. Rumänien erhielt den Süden der Maramuresch zurück.
Die sowjetische Staatsbahn Sowetskije schelesnyje dorogi (SŽD) spurte auf ihrem Gebiet die Gleise von Normalspur auf Russische Breitspur (1520 mm) um. Da auch die Bahnstrecke Debrecen–Sighetu Marmației westlich von Sighetu Marmației in der Nähe der Ortschaft Câmpulung la Tisa wieder auf sowjetisches Territorium trat und der auf rumänischem Gebiet verlaufende Abschnitt von Valea Vișeului über Sighetu Marmației nach Câmpulung la Tisa keinen Anschluss an das übrige rumänische Bahnnetz hatte, wurde dieser nach 1944 auch auf Russische Breitspur umgestellt.
Im Jahr 1949 wurde die Bahnstrecke Salva–Vișeu de Jos eröffnet. Rumänien hatte damit eine Verbindung seines Bahnnetzes mit dem der Maramuresch geschaffen. In der Folge wurde der Abschnitt zwischen Valea Vișeului und Sighetu Marmației mit einem Vierschienengleis für beide Spurweiten ausgestattet. Zu Beginn der 1990er Jahre bauten die rumänischen Bahnen auch das Teilstück Câmpulung la Tisa–Sighetu Marmației vierschienig aus. Die Grenzübergänge in die Ukraine haben jedoch nach wie vor nur ein Gleis in Breitspur.
Nach dem Zerfall der Sowjetunion 1991 übernahm in der Ukraine die ukrainische Staatsbahn Ukrsalisnyzja mit deren Gesellschaft Lwiwska Salisnyzja den Betrieb von den Sowjetischen Eisenbahnen.
Der rumänische Abschnitt zwischen Sighetu Marmației und Valea Vișeului ist heute Teil der wichtigen Verbindung zwischen der Maramuresch und Siebenbürgen. Hier verkehren aktuell pro Richtung etwa fünf Personenzüge täglich, darunter auch die Nachtzüge von Sighetu Marmației nach Bukarest und Timișoara. In der Ukraine fahren pro Tag zwischen Rachiw und Iwano-Frankiwsk etwa sechs Personenzüge, zwei davon weiter bis Lemberg.
Hochwasserschäden führten 2007 in der Ukraine südlich von Rachiw zur Unterbrechung des Bahnverkehrs. Der grenzüberschreitende Verkehr zwischen Rachiw und Valea Vișeului war seitdem eingestellt.
In Folge des russischen Überfalls auf die Ukraine wurde bis 22. August 2022 das fast 20 Kilometer lange Teilstück zwischen Rachiw und der ukrainisch-rumänischen Grenze wiederhergestellt. Ein Personenzugpaar wurde zunächst bis Dilowe verlängert. Der kurze Abschnitt von Dilowe über die rumänisch-ukrainische Grenze und weiter nach Valea Vișeului ging am 9. November 2022 wieder in Betrieb, ab dem 18. Januar verkehrten täglich zwei Zugpaare der UZ im grenzüberschreitenden Verkehr zwischen Rachiw und Valea Vișeului. Eingesetzt waren dafür Dieseltriebwagen der Baureihe ДПКр3. Bereits Ende März 2023 wurden die Verkehre jedoch wieder bis auf Weiteres eingestellt, da eine weitere Instandsetzung des ukrainischen Abschnittes erforderlich sei. Außerdem soll auf rumänischer Seite das Breitspurgleis zwischen Valea Vișeului und Sighetu Marmației wieder in Betrieb genommen werden, damit die Züge direkt bis Sighetu Marmației verkehren können.
Im Oktober 2024 wurde bekannt, dass CFR Călători keine Möglichkeit zum Einsatz von leichteren Diesellokomotiven oder Dieseltriebwagen hat, die aufgrund zweier sanierungsbedürftiger Viadukte auf der Strecke Salva–Vișeu de Jos vom staatlichen Infrastrukturbetreiber Compania Națională de Căi Ferate für die weitere Befahrung gefordert werden. Der Verkehr auf der Gesamtstrecke von Salva über Valea Vișeului bis Sighetu Marmației könnte somit zum Fahrplanwechsel im Dezember 2024 gänzlich eingestellt werden. Am 25. Oktober 2024 gab CFR in einer Pressemitteilung bekannt, auch im Jahr 2025 weiterhin fünf Zugpaare betreiben und diese zusätzlich bis Cluj-Napoca durchbinden zu wollen.

## Heutige Infrastruktur/Verkehr
Die Strecke ist eingleisig und nicht elektrifiziert. Alle Unterwegsbahnhöfe auf dem rumänischen Streckenabschnitt besitzen mechanische Stellwerke und Formsignale. Der Bahnhof Cămara Sighet wurde 2022 stillgelegt und ist nun lediglich ein Haltepunkt mit Schrankenposten. 
Die Strecke wird auf dem rumänischen Abschnitt im Jahr 2025 mit den Lokomotiven der CFR Baureihe 060-DA sowie der modernisierten Variante 064-DA betrieben. Die rumänische Staatsbahn führt umfangreiche Tests durch, um die Strecke in Zukunft mit Dieseltriebwagen vom Typ Siemens Desiro Classic zu betreiben.
Auf dem ukrainischem Abschnitt verkehrt täglich ein Zugpaar mit der Baureihe M62 (Spitzname Taigatrommel) bis Dilowe. Ab dem Bahnhof Rakhiv verkehren weitere Züge unter anderem bis Kiew.

## Galerie

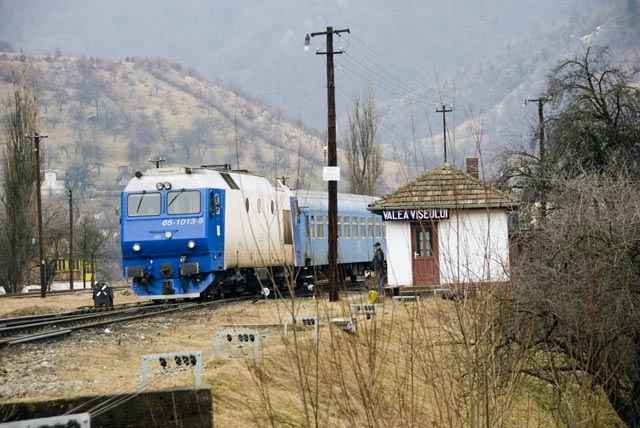
Bahnhofsgelände in Valea Vişeului
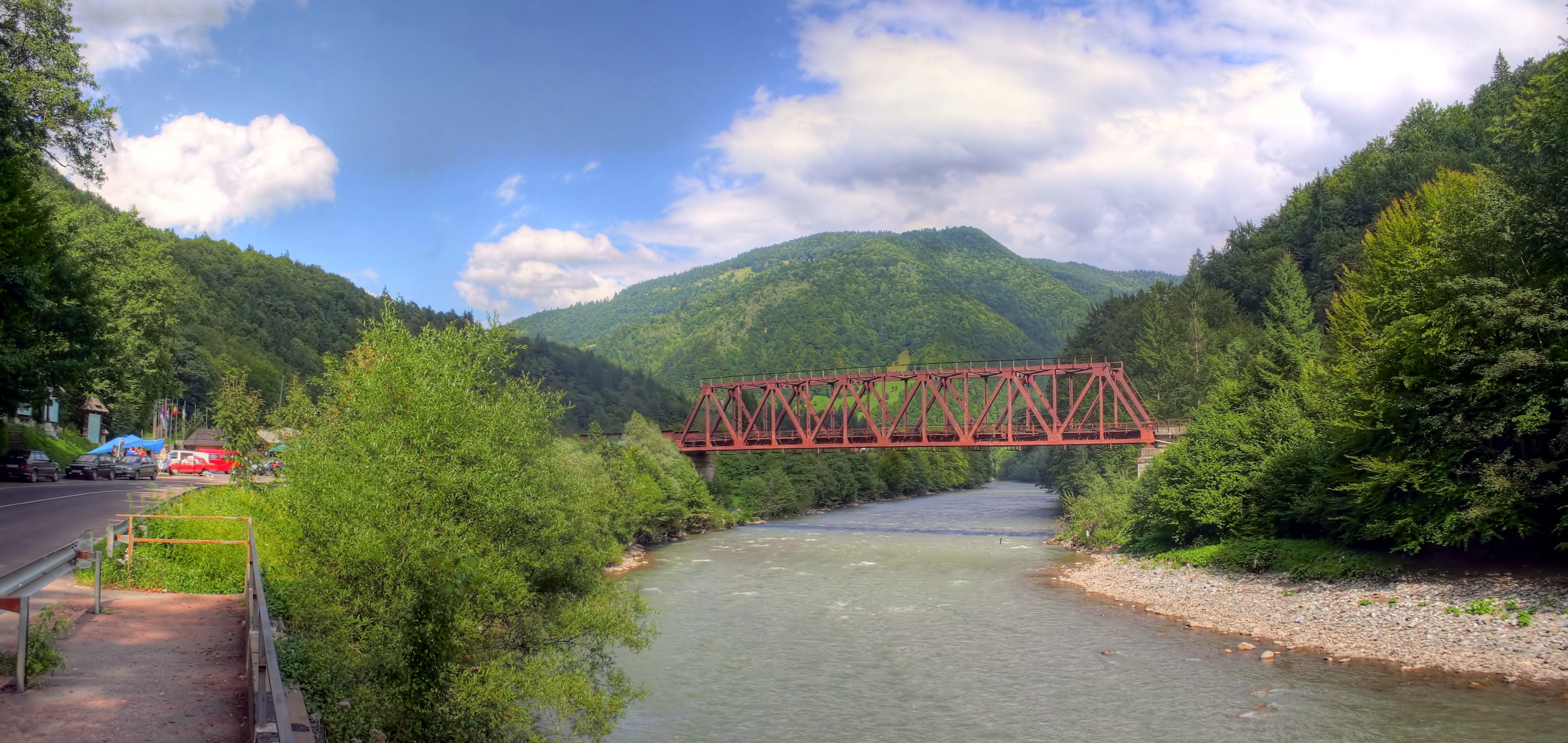
Brücke über die Theiß nördlich von Dilowe
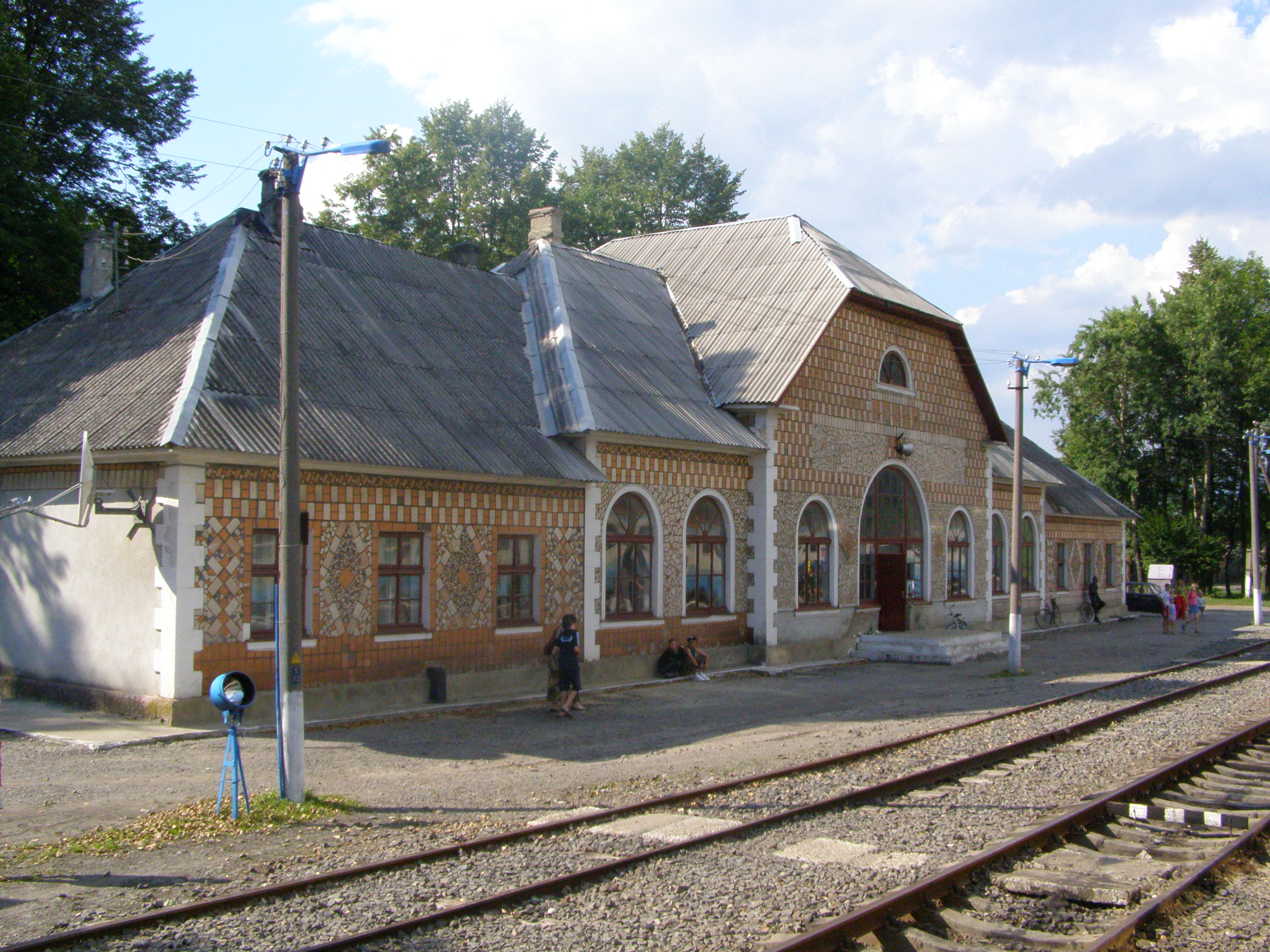
Bahnhof in Jassinja
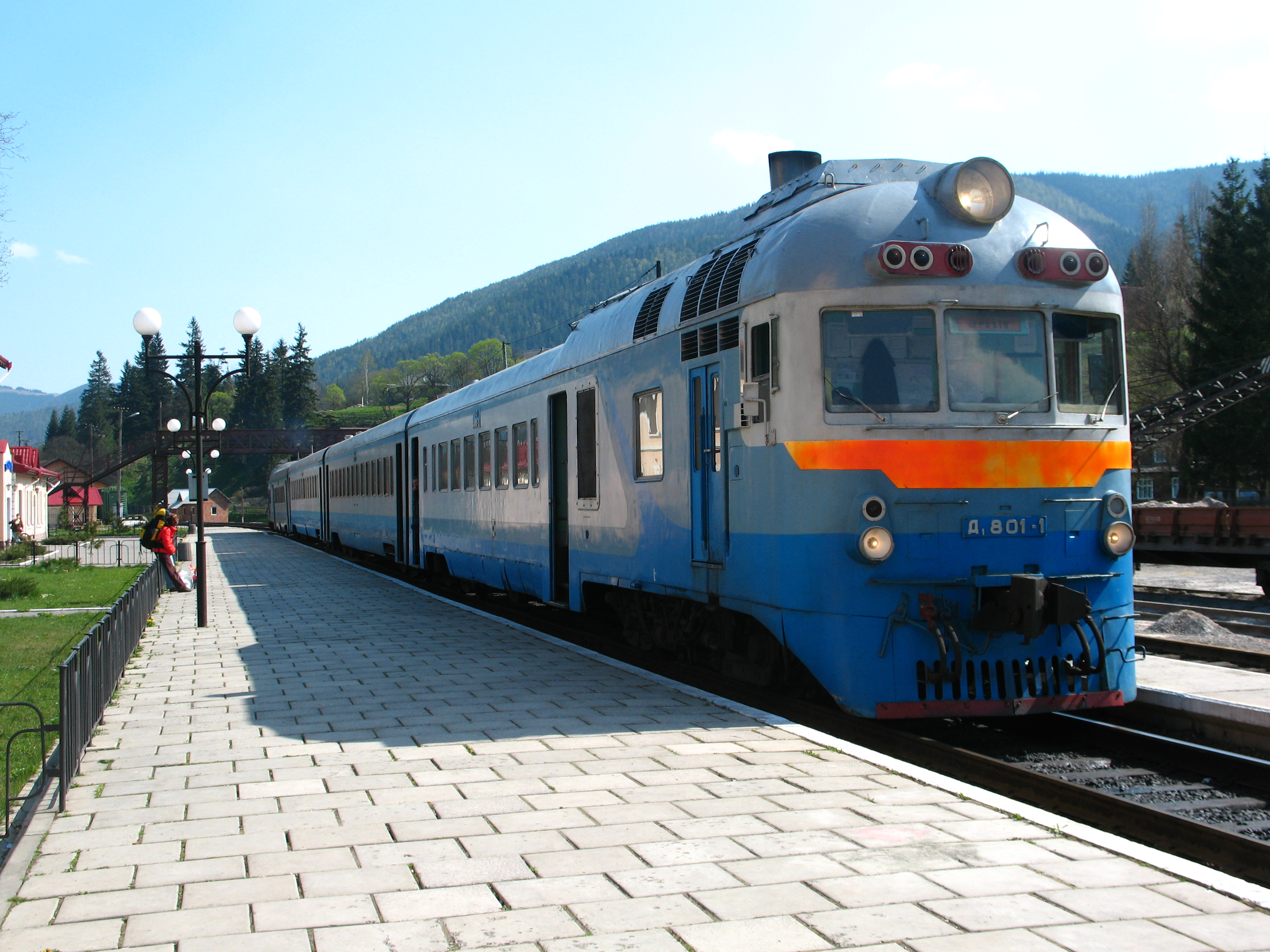
Bahnhof in Worochta
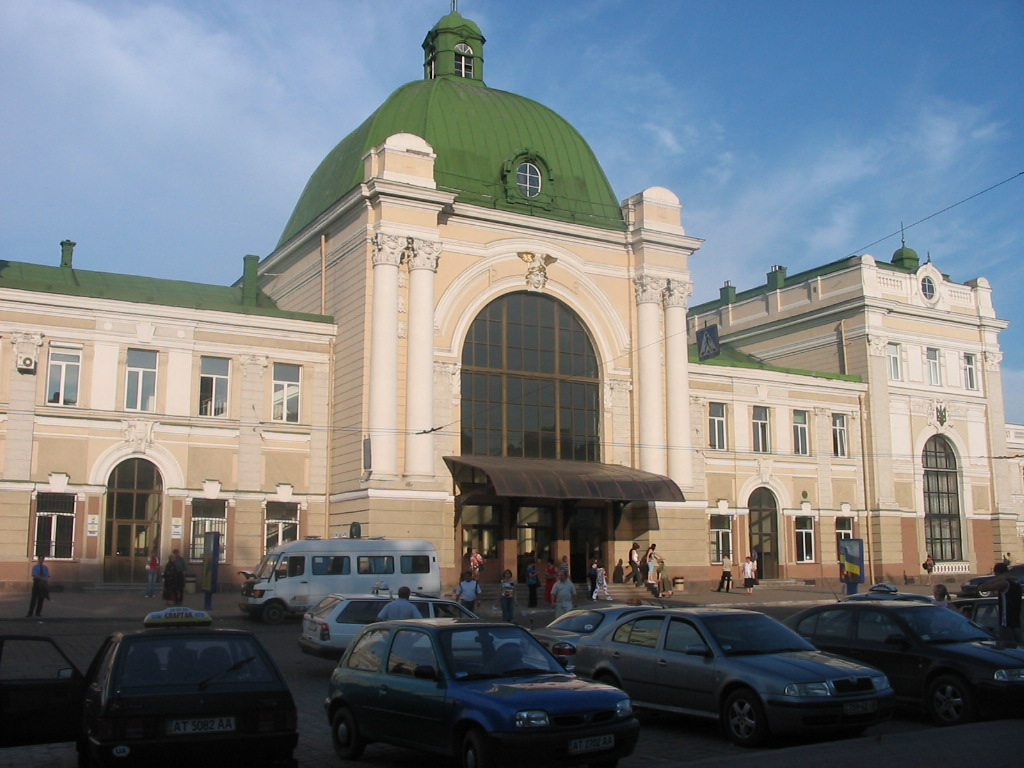
Bahnhof in Iwano-Frankiwsk